# Great Carlton
Great Carlton är en ort och civil parish i Storbritannien.   Den ligger i grevskapet Lincolnshire och riksdelen England, i den sydöstra delen av landet, 200 km norr om huvudstaden London. Great Carlton ligger 5 meter över havet och antalet invånare är 151.
Terrängen runt Great Carlton är platt. Runt Great Carlton är det ganska tätbefolkat, med 75 invånare per kvadratkilometer. Närmaste större samhälle är Louth, 8,5 km väster om Great Carlton. Trakten runt Great Carlton består till största delen av jordbruksmark.